# Kiskörút

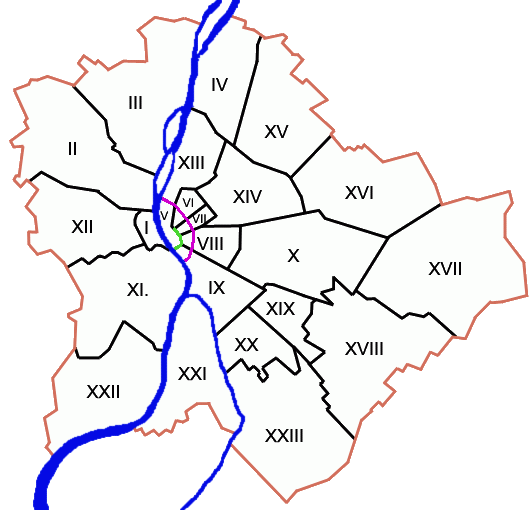
El Gran Bulevar (Nagykörút) y el Pequeño Bulevar (Kiskörút) de Budapest.

El Kiskörút o Pequeño Bulevar (literalmente "pequeña circunvalación") es una importante vía de comunicación de Budapest, Hungría. Forma un semicírculo incompleto entre la plaza Deák y la plaza Fővám. Está en la frontera del sur del Distrito 5 (Belváros), el distrito más céntrico de Pest. Al contrario que el Nagykörút (Gran Bulevar), solo toca al Danubio en su extremo sur.

## Significado

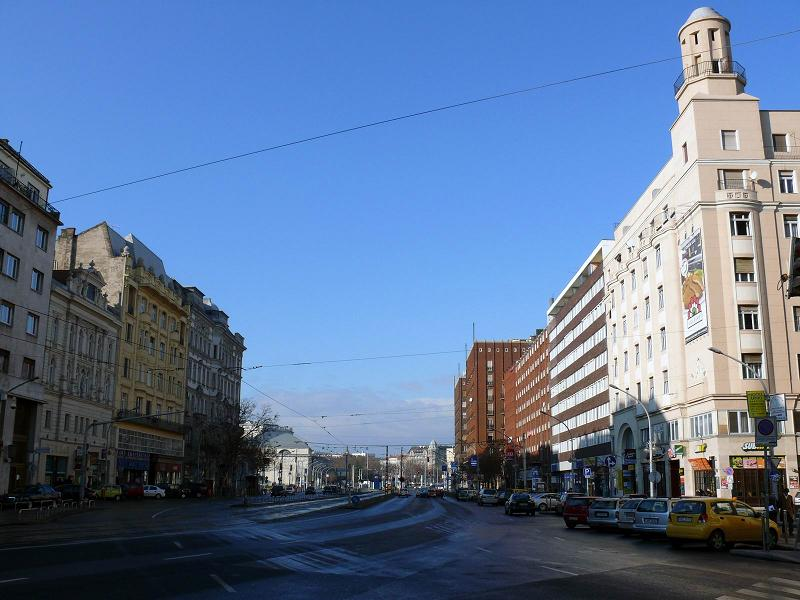
Vista del Károly körút (antes de la renovación de 2010/11), desde el cruce con la calle Dohány utca, a unos pocos pasos de la sinagoga más grande de Europa, y segunda más grande del mundo, la Gran Sinagoga de Budapest.

Kiskörút es en realidad el nombre coloquial de tres calles conectadas entre sí: (de norte a sur) Károly körút, Múzeum körút y Vámház körút; estos son los nombres que aparecen en los mapas y los edificios.

## Localización
Es una calle de 1,5 km de longitud con una línea de tranvía por el centro. Su anchura es de unos 55 m al norte y se estrecha a 27 m al sur. Comienza en Deák tér al norte, cruza Astoria y Kálvin tér, puntos básicos de referencia para los locales, y termina en Fővám tér, una plaza situada junto al Puente de la Libertad. Cruza varias calles importantes, como Rákóczi út en Astoria y Üllői út en Kálvin tér. Deák tér es el punto de encuentro de las tres líneas del metro, y las líneas 2 y 3 tienen otra estación en Astoria y Kálvin tér, respectivamente. La línea 4 va a tener estaciones en Fővám tér y Kálvin tér.

## Lugares de interés

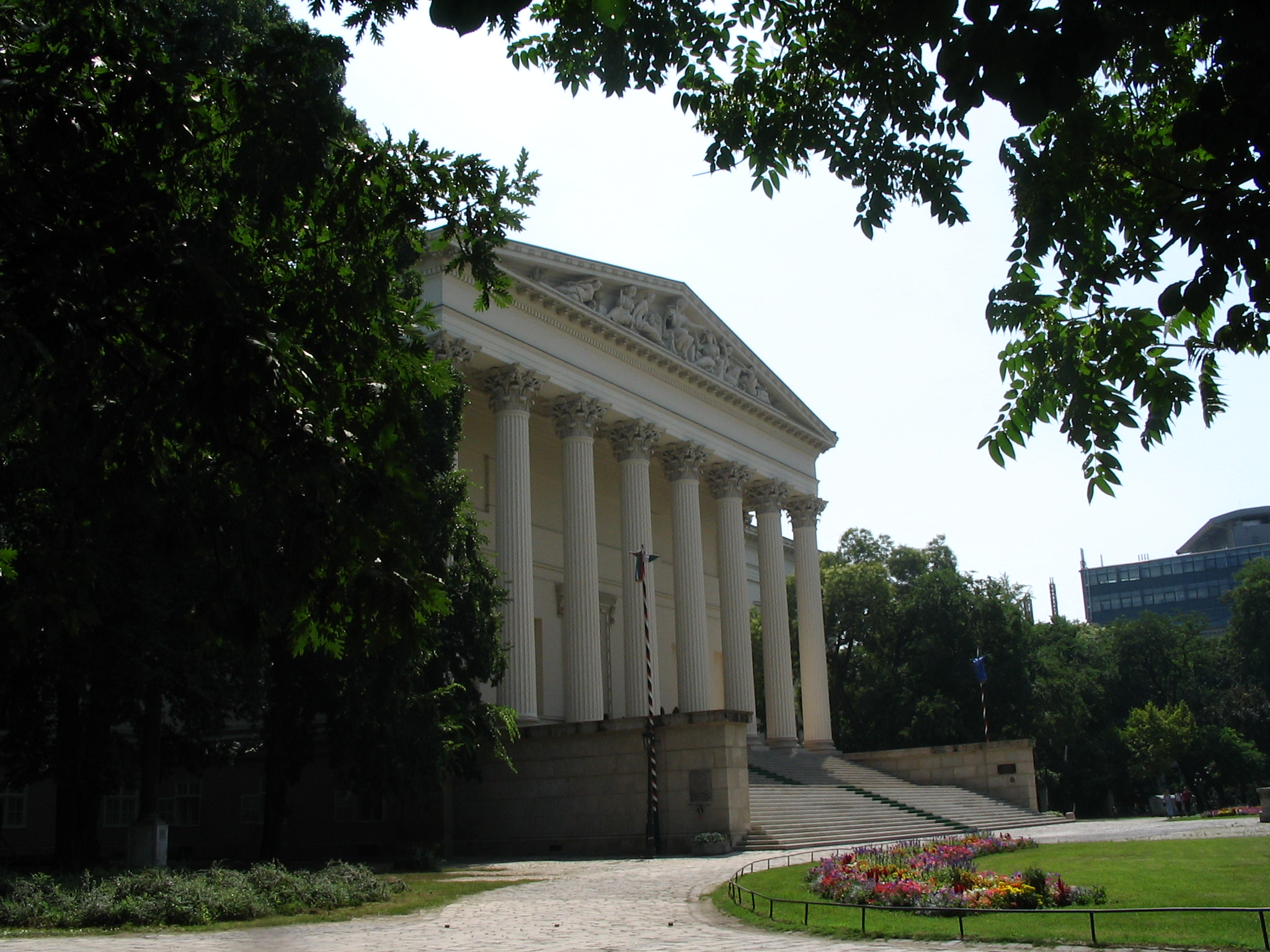
El Museo Nacional de Hungría en el Múzeum körút.

Los principales lugares de interés turístico de Kiskörút son la Gran Sinagoga de Budapest (romántico, 1859), la segunda sinagoga más grande del mundo (tras la de Nueva York) con el Museo Judío y el Memorial del Holocausto, el Museo Nacional de Hungría (clasicista, 1847), y el Mercado Central (Nagyvásárcsarnok, neogótico, 1896). La Sinagoga está situada cerca de Astoria.
Hay dos universidades en Kiskörút: la Facultad de Arte de la Universidad Eötvös Loránd (1883), y la antigua Universidad de Economía, en la actualidad Universidad Corvinus de Budapest (neorrenacentista, 1874). Se pueden ver en Kiskörút restos de la antigua muralla de la ciudad (por ejemplo, en la esquina con Ferenczy István utca), aunque la mayoría están escondidos en los patios de los edificios residenciales.